# Mesabolivar yuruani
Mesabolivar yuruani là một loài nhện trong họ Pholcidae. Loài này được phát hiện ở Venezuela.

## Synoniemen
- Kaliana yuruani Huber, 2000
- Mesabolivar yuruani Astrin, Misof & Huber, 2007